# 昭觉寺南路站
昭觉寺南路站位于成都市成华区，是成都地铁3号线的地下车站，于2016年7月31日启用。

## 车站概要
本站位于昭觉寺南路，沿路呈南北向布置，于2016年7月31日启用，因所在路名而得名。在3号线建设期间，本站曾使用工程名“驷马桥北站”。

## 车站结构

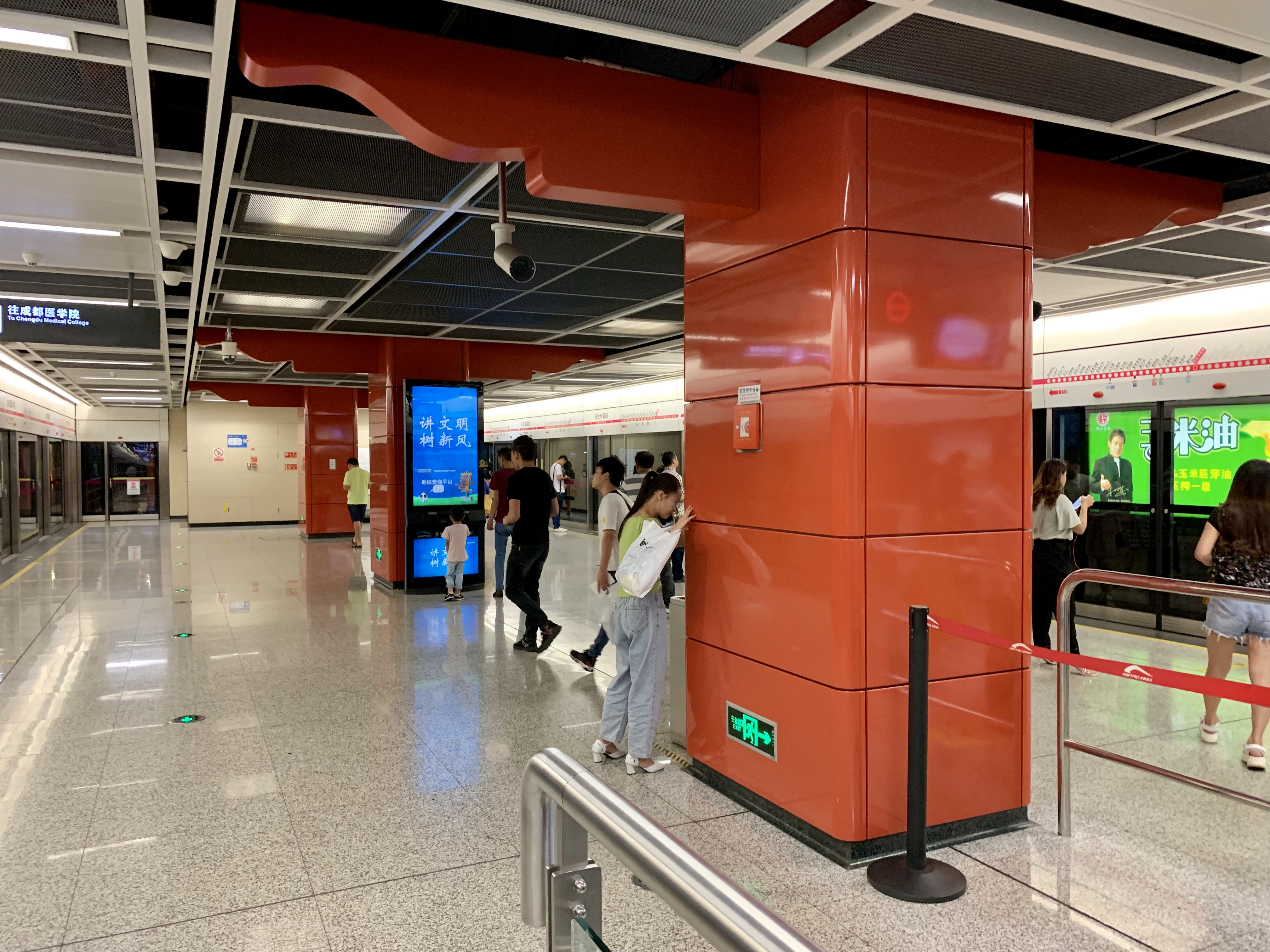
站台层
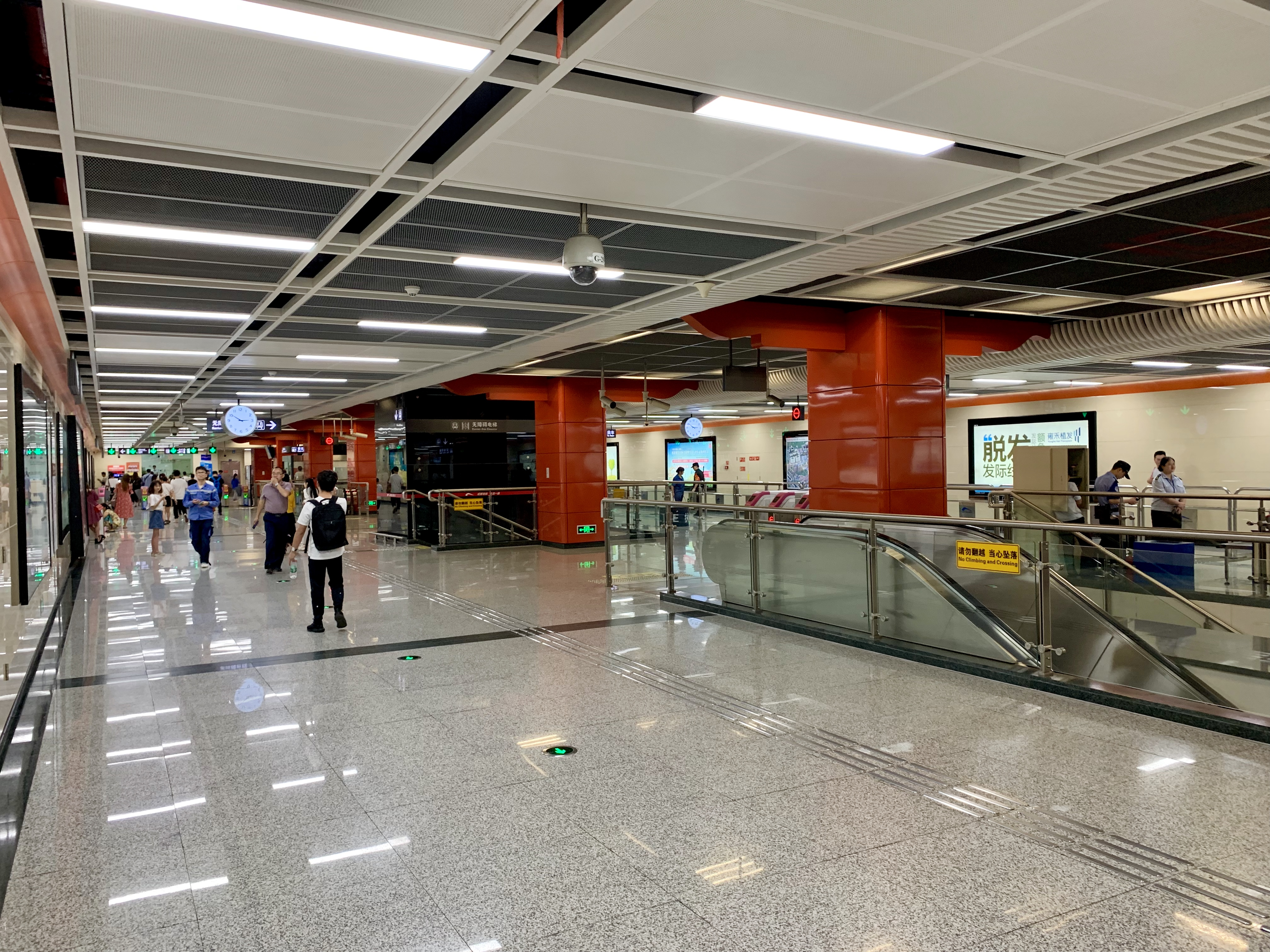
站厅层

本站为地下两层岛式站台车站，主体长270米，宽约20米，共设有5个出入口。
| 地面      |                                    | 出入口                               |  |
| 地下 一层 | 站厅层                             | 安检、售票机、站内商店               |  |
| 地下 二层 |                                    | 3号线列车往成都医学院方向 （动物园） |  |
| 地下 二层 | 岛式月台，左边车门将会开启         |                                      |  |
| 地下 二层 | 3号线列车往双流西站方向 （驷马桥） |                                      |  |

## 出入口信息
本站共设计5个出入口，目前开放A,C,D,E共4个出入口。
| 出口编号 | 设施         | 地点       | 可到达目的地                       |
| -------- | ------------ | ---------- | ---------------------------------- |
|          |              |            |                                    |
|          | 无障碍电梯   | 昭觉寺南路 | 成都市第四十中学校、青龙鹭苑       |
| 出口 · C |              | 昭觉寺南路 | 成都城北医院、泰业北城广场、融锦城 |
| 出口 · D |              | 昭觉寺南路 | 东立国际广场、鑫禾·北城鑫街        |
| 出口 · E | 无障碍卫生间 | 昭觉寺南路 | 东立国际广场、华宇·阳光四季        |

## 公交配套
1路;18路;32路;49路;53路;64路;83路

## 大事记
- 2012年4月28日，车站正式开工[4]；
- 2016年7月31日，车站正式启用[1]。
- 2023年7月，本站英文名由Zhaojuesi Road South改为Zhaojuesi South Road。

## 趣闻
- 2017年7月18日7时06分16秒，成都地铁第20亿位乘客产生在本站[6]。